# Laski Lubuskie
Laski Lubuskie (prononciation : [ˈlaski luˈbuskʲɛ]) est un village polonais de la gmina de Górzyca dans le powiat de Słubice de la voïvodie de Lubusz dans l'ouest de la Pologne.
Le village comptait approximativement une population de 216 habitants en 2007 .

## Histoire
Au cours du deuxième partage de la Pologne en 1793, le village est annexé par le Royaume de Prusse sous le nom de Lässig. (voir Évolution territoriale de la Pologne)
Après la Seconde Guerre mondiale, avec la mise en œuvre de la ligne Oder-Neisse, le village retourne à la République populaire de Pologne. La population d'origine allemande est expulsée et remplacée par des polonais.
De 1975 à 1998, le village appartenait administrativement à la voïvodie de Gorzów.

Depuis 1999, il appartient administrativement à la voïvodie de Lubusz